# Jean-Pierre Ngombé
Jean-Pierre Ngombé (ou Gombe) est un homme politique congolais né en 1943. Il a été plusieurs fois ministre sous la présidence de Marien Ngouabi et celle de Joachim Yhombi-Opango.

## Vie publique
Enseignant de profession, Jean-Pierre Ngombé est un des dirigeants du Mouvement National des Pionniers dès sa création en 1965. Cinq ans plus tard, il en devient le Secrétaire Général.
Il intègre le Comité Central du Parti congolais du travail (PCT) au deuxième Congrès ordinaire de décembre 1974, en tant que délégué de l’Union de la Jeunesse Socialiste Congolaise (UJSC).
En janvier 1975, il est nommé Ministre de l’enseignement primaire et secondaire, chargé de l’alphabétisation dans le gouvernement de Henri Lopès.
Après la Session extraordinaire du Comité Central du PCT de décembre 1975, il est l’un des cinq membres de l’État-major spécial révolutionnaire qui est institué à la place du Bureau politique, avec Marien Ngouabi, Jean-Pierre Thystère-Tchicaya, Louis Sylvain-Goma et Denis Sassou-Nguesso. Il est chargé de la propagande du parti. Il est nommé Ministre d’État chargé l’information et des postes et télécommunications dans le gouvernement que forme Sylvain-Goma.
En 1976, il devient également Premier secrétaire de l’UJSC, en remplacement de Jean-Jules Okabando.
Il conserve son poste de ministre et la direction de l’UJSC après la mort de Marien Ngouabi et la mise en place du Comité Militaire du Parti en mars 1977. L’arrivée de Sassou N’Guesso à la tête du pays, en février 1979, marque la fin de sa carrière politique.
Après sa carrière politique,il consacre l'essentiel de son temps à la quête de la spiritualité à travers le monde pour le partager avec ses contemporains. 
En 1984, il crée les Éditions Surya, qui deviendront plus tard les Éditions Tamaris, et produit plusieurs musiciens africains de premier plan (Empopo Loway, Sam Mangwana, Simaro, Tabu Ley, Pamelo, Zaiko Langa-Langa, Kim Douley, Koffi Olomidé, Mayaula Mayoni, Aïcha Koné, Mbilia Bel, Pembey Sheiro, Abby Surya, Wengé Musica, Mamhy Claudia, …).
Il dirige le FESPAM(Festival Panafricain de Musique) entre 1996 et 2001.
À la faveur du 6e congrès extraordinaire de Parti Congolais du Travail en 2011, il fait son retour en politique comme membre du Comité Central, 31 ans après l'avoir quitté.

## Ouvrages
- 1984 : Les Grands Secrets de la Nature (Éditions Surya)
- 1985 : Psaumes dévoilés (Éditions Surya)
- 1996 : Armes défensives (Éditions Tamaris)
- 1996 : Oraisons mystérieuses (Éditions Tamaris)
- 2009 : Discours du Pèlerin (Éditions Tamaris)

## Sources
(mars 2013).
- T. Obenga, Vie de Marien Ngouabi, Présence Africaine, 1977.
- J-P Thystère-Tchicaya, Itinéraire d'un africain vers la démocratie", Édition du Tricorne, 1992
- R. Bazanguissa-Ganga, Les voies du politique au Congo, Karthala, 1997
- J-M Nkouka-Menga, Chronique politique congolaise, L'harmattan, 1997.